# Mirkovská kosatcová lúka
Mirkovská kosatcová lúka je přírodní rezervace v oblasti Prešov.
Nachází se v katastrálním území obce Mirkovce v okrese Prešov v Prešovském kraji. Území bylo vyhlášeno v roce 1979 na rozloze 1,1394 ha. Ochranné pásmo nebylo stanoveno.